# Bitwa pod Senafe
Bitwa pod Senafe – starcie zbrojne, które miało miejsce 15 stycznia 1895 pomiędzy korpusem włoskim gen. Oreste Baratieriego a siłami abisyńskimi rasa Mengeshy Yohannesa.
Po porażce w bitwie pod Coatit (13–14 stycznia), wojska etiopskie wycofały się w pobliże miasta Senafe, gdzie rozbiły obóz. Baratieri podjął pościg i pod wieczór 15 stycznia, po ok. 40 km marszu dogonił przeciwnika. Włoskie działa szybko zajęły pozycję i otwarły ogień na obóz przeciwnika (jeden z pierwszych pocisków artyleryjskich trafił namiot Mengeshy Yohannesa). Mengesha przeżył i zdołał uciec, ale jego oddziały poszły w rozsypkę.
Włosi zdobyli obóz Mengeshy, jego namiot i co najważniejsze - jego korespondencję, która wykazała, że działał on w pełnym porozumieniu z Menelikiem, którego Włosi uważali za swojego sojusznika. Klęska pod Senafe doprowadziła do utraty zdolności bojowej sił Mengeshy Johannesa, który przestał być potencjalnym konkurentem politycznym Menelika i musiał zdać się na jego pomoc; Etiopczycy skupili się wokół Menelika, jako jedynego potencjalnego obrońcy państwa.  Baratieri po zwycięstwach bez problemu zajął północną Abisynię. Jego cała kampania przeciw Mengeshy kosztowała ok. 500 tys. lirów (ok. 100 tys. ówczesnych dolarów amerykańskich - dla porównania jeden dzień wojny secesyjnej kosztował milion dolarów), co spowodowało, że rząd włoski nie doszacował kosztów późniejszych kampanii. Wszystkie te czynniki łącznie sprawiły, że bitwy pod Coatitem i Senafe, wspaniałe zwycięstwa taktyczne, okazały się ostatecznie strategiczną klęską: sprowokowały akcję zjednoczonego i jednolicie dowodzonego przeciwnika, którego sił Włosi bardzo nie docenili i co ostatecznie doprowadziło do ich klęski pod Aduą.